# Orites myrtoidea
Orites myrtoidea är en tvåhjärtbladig växtart som beskrevs av Benth. & Hook.f.. Orites myrtoidea ingår i släktet Orites och familjen Proteaceae. Inga underarter finns listade i Catalogue of Life.